# 密毛紫菀
密毛紫菀（学名：Aster vestitus）为菊科紫菀属的植物。分布于不丹、锡金、缅甸以及中国大陆的云南、四川、西藏等地，生长于海拔2,200米至3,200米的地区，见于溪岸、草坡、亚高山林缘、高山或沙地，目前已由人工引种栽培。
其种加词“vestitus”意为“被毛覆盖的”。

## 异名
- Aster vestitus Franch. var. firmus (Diels) Hand.-Mazz.